# Olympische Winterspelen 1988
De XVe Olympische Winterspelen werden in 1988 gehouden in Calgary, Canada. Deze stad kreeg de Spelen toegewezen tijdens het IOC-congres in het Duitse Baden-Baden, op 30 september 1981. Ook Falun (Zweden) en Cortina d'Ampezzo (Italië) hadden zich kandidaat gesteld.

## Hoogtepunten
- Voor het eerst werden de schaatswedstrijden op een binnenbaan gehouden.
- Curling, shorttrack en freestyleskiën waren demonstratiesporten.
- Katarina Witt (Duitsland) wist haar titel bij het kunstschaatsen met succes te verdedigen.
- De langlaufer Gunde Svan uit Zweden won goud op de 4x10 km estafette en de 50 kilometer. Hiermee bracht hij zijn totaal aan gouden medailles op vier.
- De Finse schansspringer Matti Nykänen wist drie gouden medailles te winnen.
- Twee deelnemers waren niet erg succesvol, maar konden niettemin op veel sympathie reken bij het publiek. De Brit Eddie 'the Eagle' Edwards nam deel aan het schansspringen. Hij had niet veel ervaring, had hoogtevrees, zijn bril besloeg waardoor hij niets zag en hij eindigde uiteindelijk als laatste. Toch konden veel mensen zijn moed wel waarderen. Het optreden van het Jamaicaanse bobsleeteam trok ook veel aandacht en werd uiteindelijk verfilmd onder de naam Cool Runnings.

## Belgische prestaties
- België werd door slechts één persoon vertegenwoordigd in Calgary: de kunstrijdster Katrien Pauwels. Zij won geen medaille

## Nederlandse prestaties
- Tijdens de openingsceremonie werd het Nederlandse team (zes mannen en vijf vrouwen) voorafgegaan door Jan Ykema (schaatsen) die de vlag droeg.
- De Spelen leken ver weg voor Yvonne van Gennip toen ze voor de Spelen een voetblessure opliep en zij midden in haar voorbereiding lang rust moest houden. De rust deed haar blijkbaar goed en zij won onverwacht goud op de 1500, 3000 en de 5000 meter. Op de laatste twee afstanden wist ze ook het wereldrecord scherper te zetten.[1]
- Een onverwachte zilveren medaille was er op de 500 meter sprint voor Jan Ykema.
- Op de 5000 meter was er zilver en brons voor respectievelijk Leo Visser en Gerard Kemkers. Visser haalde ook brons op de 10.000 meter.

### Nederlandse medailles
| Medaille   | Winnaar           | Onderdeel            |
| ---------- | ----------------- | -------------------- |
| Goud (3)   | Yvonne van Gennip | schaatsen, 1500 m.   |
| Goud (3)   | Yvonne van Gennip | schaatsen, 3000 m.   |
| Goud (3)   | Yvonne van Gennip | schaatsen, 5000 m.   |
| Zilver (2) | Jan Ykema         | schaatsen, 500 m.    |
| Zilver (2) | Leo Visser        | schaatsen, 5000 m.   |
| Brons (2)  | Gerard Kemkers    | schaatsen, 5000 m.   |
| Brons (2)  | Leo Visser        | schaatsen, 10.000 m. |

## Disciplines
Tijdens de Olympische Winterspelen van 1988 werd er gesport in zes takken van sport. In tien disciplines stonden 46 onderdelen op het programma. Curling, Freestyleskiën en Shorttrack waren demonstratiesporten.
| Olympische sport    | Discipline         | Onderdelen                | Onderdelen            | Onderdelen                        | Onderdelen              | Onderdelen                                |         |
| ------------------- | ------------------ | ------------------------- | --------------------- | --------------------------------- | ----------------------- | ----------------------------------------- | ------- |
| Biatlon             | Biatlon            | 10 km (m)                 | 20 km (m)             | 4x 7,5 km (m)                     | 4x 7,5 km (m)           | 4x 7,5 km (m)                             |         |
| Bobsleeën           | Bobsleeën          | 2-mansbob (m)             | 4-mansbob (m)         | 4-mansbob (m)                     | 4-mansbob (m)           | 4-mansbob (m)                             |         |
| Rodelen             | Rodelen            | 1-persoons (m)            | 1-persoons (v)        | dubbel (open)                     | dubbel (open)           | dubbel (open)                             |         |
| Schaatssport        | Kunstrijden        | mannen                    | vrouwen               | paren                             | ijsdansen               | ijsdansen                                 |         |
| Schaatssport        | Schaatsen          | 500 m (m) 500 m (v)       | 1000 m (m) 1000 m (v) | 1500 m (m) 1500 m (v)             | 5000 m (m) 3000 m (v)   | 10.000 m (m) 5000 m (v)                   |         |
| Skisport            | Alpineskiën        | afdaling (m) afdaling (v) | slalom (m) slalom (v) | reuzenslalom (m) reuzenslalom (v) | super-g (m) super-g (v) | combinatie (m) combinatie (v)             |         |
| Skisport            | Langlaufen         | 15 km (m) 5 km (v)        | 30 km (m) 10 km (v)   | 50 km (m) 20 km (v)               | 4x10 km (m) 4x5 km (v)  | 4x10 km (m) 4x5 km (v)                    |         |
| Skisport            | Noordse combinatie | individueel (m)           | team (m)              | team (m)                          | team (m)                | team (m)                                  |         |
| Skisport            | Schansspringen     | normale schans (m)        | grote schans (m)      | team grote schans (m)             | team grote schans (m)   | team grote schans (m)                     |         |
| IJshockey           | IJshockey          | mannen                    | mannen                | mannen                            | mannen                  | mannen                                    |         |
| Demonstratiesporten |                    |                           |                       |                                   |                         |                                           |         |
| Curling             | Curling            | mannen                    | vrouwen               | vrouwen                           | vrouwen                 | vrouwen                                   | vrouwen |
| Skisport            | Freestyleskiën     | aerials (m) aerials (v)   | moguls (m) moguls (v) | ballet (m) ballet (v)             | ballet (m) ballet (v)   | ballet (m) ballet (v)                     |         |
| Schaatssport        | Shorttrack         | 500 m (m) 500 m (v)       | 1000 m (m) 1000 m (v) | 1500 m (m) 1500 m (v)             | 3000 m (m) 3000 m (v)   | 5000 m aflossing (m) 3000 m aflossing (v) |         |

### Mutaties
| Sport              | Nieuw                                                 | Verdwenen (t.o.v. 1984) | Wijzigingen/Opmerkingen |
| ------------------ | ----------------------------------------------------- | ----------------------- | ----------------------- |
| Alpineskiën        | Super G (m) Super G (v) Combinatie (m) Combinatie (v) |                         | Nu 10 onderdelen        |
| Noordse Combinatie | team (m)                                              |                         | Nu 2 onderdelen         |
| Schaatsen          | 5000 m (v)                                            |                         | Nu 10 onderdelen        |
| Schansspringen     | team (m)                                              |                         | Nu 3 onderdelen         |
|                    | 7                                                     | 0                       | 0                       |

## Wedstrijdlocaties
- Calgary:
  - McMahon Stadium: openings- en sluitingsceremonie
  - Saddledome, Stampede Corral, Father David Bauer Olympic Arena: ijshockey, kunstschaatsen
  - Olympic Oval: snelschaatsen
  - Canada Olympic Park: bobslee, rodelen, schansspringen, noordse combinatie (onderdeel schansspringen)
- Canmore Nordic Centre: langlaufen, biatlon, noordse combinatie (onderdeel langlaufen)
- Nakiska: alpineskiën

## Medaillespiegel
Er werden 138 medailles uitgereikt. Het IOC stelt officieel geen medailleklassement op, maar geeft desondanks een medailletabel ter informatie. In het klassement wordt eerst gekeken naar het aantal gouden medailles, vervolgens de zilveren medailles en tot slot de bronzen medailles.
In de volgende tabel staat de top-10. Het grootste aantal medailles in elke categorie is vetgedrukt.
Zie de medaillespiegel van de Olympische Winterspelen 1988 voor de volledige weergave.
| Plaats | Land                     | NOC | Goud | Zilver | Brons | Totaal |
| ------ | ------------------------ | --- | ---- | ------ | ----- | ------ |
| 1      | Sovjet-Unie              | URS | 11   | 9      | 9     | 29     |
| 2      | DDR                      | GDR | 9    | 10     | 6     | 25     |
| 3      | Zwitserland              | SUI | 5    | 5      | 5     | 15     |
| 4      | Finland                  | FIN | 4    | 1      | 2     | 7      |
| 5      | Zweden                   | SWE | 4    | 0      | 2     | 6      |
| 6      | Oostenrijk               | AUT | 3    | 5      | 2     | 10     |
| 7      | Nederland                | NED | 3    | 2      | 2     | 7      |
| 8      | Bondsrepubliek Duitsland | FRG | 2    | 4      | 2     | 8      |
| 9      | Verenigde Staten         | USA | 2    | 1      | 3     | 6      |
| 10     | Italië                   | ITA | 2    | 1      | 2     | 5      |

## Deelnemende landen
Een recordaantal van 57 landen nam deel aan de Spelen. Dit waren er negen meer dan in 1984.
Amerikaanse Maagdeneilanden, Fiji, Guam, Guatemala, Jamaica en de Nederlandse Antillen debuteerden. Hun rentree maakten Denemarken, Filipijnen, India, Luxemburg en Portugal. Egypte en Senegal ontbraken ten opzichte van de vorige editie.